# Еспаро
Еспаро (фр. Esparros) насеље је и општина у јужној Француској у региону Миди Пирене, у департману Горњи Пиринеји која припада префектури Бањер де Бигор.
По подацима из 2011. године у општини је живело 161 становника, а густина насељености је износила 4,94 становника/km². Општина се простире на површини од 32,56 km². Налази се на средњој надморској висини од 420 метара (максималној 1.924 m, а минималној 439 m).

## Демографија
| 1962. | 1968. | 1975. | 1982. | 1990. | 1999. | 2011. |
| ----- | ----- | ----- | ----- | ----- | ----- | ----- |
| 220   | 232   | 202   | 211   | 192   | 194   | 161   |

График промене броја становника у току последњих година